# Matadi
Matadi   este un oraș, aflat în partea de vest a Republicii Democrate Congo, pe malul vestic al fluviului Congo. Este reședința provinciei Kongo Central și port fluvial.